# Schritt ins Licht
Schritt ins Licht ist ein deutscher Fernsehfilm der Frühling-Fernsehserie von Thomas Jauch. Er wurde am 29. Januar 2017 erstmals im ZDF ausgestrahlt.
Der Film erzählt die Geschichte der Dorfhelferin Katja Baumann, gespielt von Simone Thomalla, die Familien in Notsituationen zur Seite steht und gleichzeitig versucht, Frühling in die Herzen der Menschen zu tragen. Es ist der zwölfte Film einer Reihe, in deren Mittelpunkt die Menschen des Gemeindeverbundes mit Namen Frühling stehen.
Marco Girnth ist in einer wiederkehrenden Rolle als Tierarzt Mark Weber besetzt und Carolyn Genzkow als Katjas Tochter Kiki sowie Caroline Ebner als Ärztin Dr. Schneiderhahn und Johannes Herrschmann als Pfarrer Sonnleitner. Die Haupt-Gaststars dieser Folge sind Merab Ninidze, Cordula Zielonka, Ottokar Lehrner, Saskia Vester, Patrick Mölleken, Bettina Mittendorfer und Peter Sattmann.

## Handlung
Hans Lohmeyer ist gehörlos und lebt mit seiner ebenfalls gehörlosen Frau Elisabeth und der erwachsenen Tochter Inga etwas abseits in den Bergen und lebt von der Holzschnitzerei. Als eines Tages ein potentieller Kunde eintrifft, übersieht dieser beim Rückwärtsfahren Elisabeth Lohmeyer, die aufgrund ihrer Gehörlosigkeit den nahenden Wagen nicht bemerkt. Schwer verletzt muss sie ins Krankenhaus gebracht werden. Damit die Ärzte mit der Patientin kommunizieren können, bleibt Tochter Inga bei ihr, weil nur sie die Gebärdensprache beherrscht. Da ihr Vater das Telefon und nicht hören kann und auch in anderen Bereichen auf Hilfe angewiesen ist, soll Dorfhelferin Katja Baumann Hans Lohmeyer solange unterstützen, bis Inga wieder dauerhaft zurück ist.
Katja ist gerade mit Tierarzt Marc Weber unterwegs, der vor kurzem aus seinem Tiroler Urlaub zurückgekehrt ist und schon bald wieder zu seinem kranken Vater nach Leipzig fahren wird. Da Katjas Praktikantin Yasemin ihren Job in der Dorfhelferinnenstation kurzfristig „hingeschmissen“ hat, muss sich Katja um alles alleine kümmern und macht sich sofort auf den Weg, als Pfarrer Sonnleitner sie von dem Unfall der Lohmeyers informiert. Hans Lohmeyer ist wenig begeistert eine fremde Frau um sich zu haben, so wie er insgesamt Fremden gegenüber äußerst ablehnend ist. Doch Katja lässt sich nicht abschrecken. Sie hatte bisher jede Situation gemeistert und ist sich sicher, auch diesmal nicht zu scheitern. Während Hans Lohmeyer keinerlei Kontakt zu Katja sucht, ist seine Tochter ganz anders. Auf einem Foto entdeckt Katja sogar, dass Inga als Kind schon gern gesungen haben muss und so verwundert es sie nicht, als sie Inga singen hört, deren Stimme außergewöhnlich ist. Um Inga den Weg zurück in die Öffentlichkeit zu erleichtern, überredet sie den Pfarrer, die junge Frau auf dem bevorstehenden Kirchfest singen zu lassen. Zunächst lehnt Inga ab, weil sie für ihre Eltern da sein will und ihnen zuliebe auf eine Gesangskarriere verzichtet hatte. Doch Katja bleibt hartnäckig und macht Inga klar, dass sie noch jung ist und ihren eigenen Weg nicht ganz aus den Augen verlieren dürfe.
Katjas Tochter Kiki hatte ihre medizinische Ausbildung vor einiger Zeit abgebrochen und arbeitet seitdem im Café von Frau Hagen. Zwar schafft sie auch hier nicht alles fehlerfrei, aber sie hat trotzdem eine kleine Selbstbestätigung, auch wenn sie diese Arbeit nicht vollends befriedigt. Ein kleiner Lichtblick ist Peet, der Sohn ihrer Chefin. Überraschend lädt er sie nach der Arbeit ein, mit zu einer Party zu kommen, die er mit seinen Freunden am See feiern werde. Kiki freut sich über die Abwechslung, zumal sie Peet sehr mag. Am See angekommen, macht er den verheerenden Fehler, zu schwungvoll ins Wasser zu springen, denn er weiß nicht, dass der See hier viel zu flach ist. Als er plötzlich bewusstlos im Wasser treibt, ist Kiki sofort zur Stelle und beginnt die Rettungsmaßnahmen zu koordinieren. Peets Freunde packen von Kiki angeleitet alles richtig an und der Junge kann schnellstens in die Klinik gebracht werden. Zwar kann Kiki die Fraktur zweier Lendenwirbel nicht rückgängig machen, doch Peet bleibt, dank ihrer beherzten Hilfe, am Leben. Damit hat sie sich und den anderen bewiesen, dass Medizin vielleicht doch ihre Passion ist.
Katja kann inzwischen ein wenig dazu beitragen, dass Hans Lohmeyer sich mit seiner Tochter einmal richtig „ausspricht“. Er begreift, dass Inga ihre Träume endlich verwirklichen muss und kommt auch zu ihrem Konzert in die Kirche, was er zuerst strikt abgelehnt hatte. So erfüllt es auch ihn mit großer Freude, dass Ingas Gesang großartig bei den Zuhörern ankommt.

## Produktion, Hintergrund
Die Episode wurde vom ZDF in Zusammenarbeit mit „Seven Dogs Filmproduktion“ und UFA Fiction produziert und im Rahmen der ZDF-„Herzkino“-Reihe ausgestrahlt. Die Gesangspartien für Inga Lohmeyer (Cordula Zielonka) werden von einer professionellen Sängerin synchronisiert. Christoph Zirngibl, der die Sängerin ausgewählt hat, spielt in der entsprechenden Szene selber am Piano und begleitet die Schauspielerin bei ihrem Solo-Auftritt in der Kirche.

## Rezeption

### Einschaltquote
Bei der Erstausstrahlung am 29. Januar 2017 wurde Schritt ins Licht in Deutschland von 5,29 Millionen Zuschauern gesehen, was einem Marktanteil von 14,4 Prozent entsprach.

### Kritik
Rainer Tittelbach von tittelbach.tv findet: „die Geschichte leidet unter der stereotypen Dramaturgie, der zum zwölften Mal erprobten Läuterungsschablone und der arg redundanten filmischen Anmutung. War die Reihe 2011 thematisch noch ein ‚Herzkino‘-Novum, ist dieser Kredit mittlerweile fast verspielt.“ „Daran ändert auch das Gehörlosenthema nichts, das den Film allenfalls formal etwas dichter macht, ihn aber nicht tiefer durchdringt. Das aber wäre nötig, um nach sechs Jahren dem Eindruck, hier werde in einem altbekannten Setting immer nur ein- & dieselbe Geschichte erzählt, entgegenzuwirken.“
Die Kritiker der Fernsehzeitschrift TV Spielfilm geben dieser Folge nur kommentarlos den „Daumen gerade.“